# ライナス・ポーリング賞
ライナス・ポーリング賞（ライナス・ポーリングしょう、Linus Pauling Award）はアメリカ化学会によって1966年以来授与されている化学の賞。アメリカ合衆国の生化学者ライナス・ポーリングの功績を讃えて創設された。

## 受賞者
- 1966年 – ライナス・ポーリング
- 1967年 – マンフレート・アイゲン
- 1968年 – ハーバート・ブラウン
- 1969年 – ヘンリー・アイリング
- 1970年 – ハロルド・ユーリー
- 1971年 – ゲルハルト・ヘルツベルク
- 1972年 – Edgar Bright Wilson
- 1973年 – イライアス・コーリー
- 1974年 – ロアルド・ホフマン
- 1975年 – Paul Doughty Bartlett
- 1976年 – フランク・アルバート・コットン
- 1977年 – ジョン・ポープル
- 1978年 – ダドリー・ハーシュバック
- 1979年 – Daniel E. Koshland
- 1980年 – ジョン・D・ロバーツ
- 1981年 – ヘンリー・タウベ
- 1982年 – George C. Pimentel
- 1983年 – ギルバート・ストーク
- 1984年 – John S. Waugh
- 1985年 – Harold A. Scheraga
- 1986年 – ハリー・グレイ
- 1987年 – Harden M. McConnell
- 1988年 – Keith Ingold
- 1989年 – Neil Bartlett
- 1990年 – James P. Collman
- 1991年 – ルドルフ・マーカス
- 1992年 – Kenneth Wiberg
- 1993年 – リチャード・ゼア
- 1994年 – James A. Ibers
- 1995年 – アレクサンダー・リッチ
- 1996年 – キリアコス・コスタ・ニコラウ
- 1997年 – アハメッド・ズウェイル
- 1998年 – アラン・バード
- 1999年 – Peter Dervan
- 2000年 – ガボール・ソモライ
- 2001年 – トビン・マークス
- 2002年 – John I. Brauman
- 2003年 – ロバート・グラブス
- 2004年 – マーティン・カープラス
- 2005年 – ジョージ・M・ホワイトサイズ
- 2006年 – Peter J. Stang
- 2007年 – ジャクリン・バートン
- 2008年 – Thomas C. Bruice
- 2009年 – スティーブン・リパード
- 2010年 – ポール・アリヴィサトス
- 2011年 – Larry R. Dalton
- 2012年 – Robert J. Cava
- 2013年 – チャド・マーキン
- 2014年 – ステファン・バックワルド
- 2015年 – バリー・トロスト
- 2016年 – Timothy M. Swager
- 2017年 – Christopher C. Cummins
- 2018年 – Terry Wahls
- 2019年 – Catherine Murphy
- 2020年 – Paul Chirik
- 2022年 – PCynthia Burrows
- 2023年 –Laura Gagliardi
- 2024年 –Younan Xia
- 2025年 –Joseph Francisco